# Десятниковское сельское поселение
Десятниковское се́льское поселе́ние (бур. Десятниковын hомон) — муниципальное образование в Тарбагатайском районе Бурятии Российской Федерации.
Административный центр — село Десятниково.

## История
Статус и границы сельского поселения установлены законом Республики Бурятии от 31 декабря 2004 года № 985-III «Об установлении границ, образовании и наделении статусом муниципальных образований в Республике Бурятия».

## Население
| 2002 | 2011 | 2012 | 2013 | 2014 | 2015 | 2016 |
| ---- | ---- | ---- | ---- | ---- | ---- | ---- |
| 1004 | ↘924 | ↘903 | ↗916 | →916 | ↘898 | ↗911 |
| 2017 | 2018 | 2019 | 2020 | 2021 | 2023 | 2024 |
| ↘884 | ↘883 | ↘875 | ↘860 | ↘837 | ↘818 | ↘802 |

## Состав сельского поселения
| № | Населённый пункт | Тип населённого пункта       | Население |
| - | ---------------- | ---------------------------- | --------- |
| 1 | Бурнашево        | село                         | ↘245      |
| 2 | Десятниково      | село, административный центр | ↘683      |